# 1997 في بلجيكا
فيما يلي قوائم الأحداث التي وقعت خلال عام 1997 في بلجيكا.

## رياضة
- 1 يناير – طواف فلاندرز 1997
- 24 أغسطس – جائزة بلجيكا الكبرى 1997 الفائز مايكل شوماخر.

## أفلام
من الأفلام التي صدرت هذه السنة في بلجيكا:
- 1 يناير – شخصية من إخراج Mike van Diem [الإنجليزية]‏.

## مواليد

### مارس
- 12 مارس – فيونا فيرو لاعبة كرة مضرب فرنسية.

### أبريل
- 27 أبريل – ليفيو لوي متسابق دراجات نارية بلجيكي.

### مايو
- 7 مايو – يوري تيليمانس لاعب كرة قدم بلجيكي.

### سبتمبر
- 30 سبتمبر – ماكس فيرستابين

### أكتوبر
- 2 أكتوبر – سفيان كيين

## وفيات

### مارس
- 18 مارس – جيان فيفيز (مواليد 1910) لاعب كرة قدم بلجيكي.

### يوليو
- 5 يوليو – غودفري ماكهيو (مواليد 1911) ضابط من الولايات المتحدة الأمريكية.
- 7 يوليو – ألفونس دي وينتر (مواليد 1908) لاعب كرة قدم بلجيكي.

### ديسمبر
- 15 ديسمبر – ألبيرت هيريمانز (مواليد 1906) لاعب كرة قدم بلجيكي.